# Большая Чукочья
Больша́я Чуко́чья (Чукочья, Рэвум-Рэву) — река в Якутии.
Длина реки — 758 км, площадь бассейна — 19 800 км². Вытекает из небольшого озера Усун-Кюель, протекает по Колымской низменности по тундре среди многочисленных тундровых озёр. Впадает в Восточно-Сибирское море.
Питание реки снеговое. Замерзает с октября по май. Зимой перемерзает до дна. Множество притоков, из которых наиболее крупные Савва-Юрях, Олёр, Семен-Юрях. До эпохи авиации считалась левым рукавом Колымы (например, смотри энциклопедию Брокгауза и Ефрона).